# Nokkakivi
Nokkakivi es un parque de atracciones localizado en Laukaa, Finlandia. Se encuentra junto a la autopista 9 (E63), y la distancia desde el parque de atracciones hasta la gran ciudad más cercana, Jyväskylä, es de 24 kilómetros (14,9 mi). Nokkakivi es propiedad de Bellingham Oy. Es el parque de atracciones más nuevo de Finlandia, aunque por el momento solo tiene un número limitado de atracciones de segunda mano en su lista de atracciones.